# Gambia tại Thế vận hội
Gambia đã liên tục gửi vận động viên (VĐV) tới các kỳ Thế vận hội Mùa hè được tổ chức kể từ năm 1984, và chưa giành được huy chương nào. Quốc gia này cũng chưa từng tham gia Thế vận hội Mùa đông.
Ủy ban Olympic quốc gia của Gambia được thành lập năm 1972 và được công nhận bởi Ủy ban Olympic Quốc tế năm 1976. Gambia tẩy chay 2 kỳ Thế vận hội mà nước này có VĐV đủ điều kiện tham gia là Thế vận hội Mùa hè 1976 và 1980. Đoàn thể thao Gambia góp mặt lần đầu tại Olympic gồm 10 VĐV chạy điền kinh. Những lần sau đó có thêm các VĐV môn vật (kỳ 1988), nhảy xa (kỳ 1996), quyền Anh (kỳ 2008), judo và bơi (kỳ 2016). Ngoài các lần này, đoàn Gambia tại các Thế vận hội Mùa hè khác đều chỉ có VĐV môn chạy.

## Bảng huy chương
| Thế vận hội         | Số VĐV        | Môn thi đấu   | Số VĐV theo môn | Số VĐV theo môn | Số VĐV theo môn | Số VĐV theo môn | Số VĐV theo môn | Huy chương    | Huy chương    | Huy chương    | Tổng số       | Xếp thứ       |
| Thế vận hội         | Số VĐV        | Môn thi đấu   | Điền kinh       | Quyền Anh       | Judo            | Bơi lội         | Đấu vật         |               |               |               | Tổng số       | Xếp thứ       |
| ------------------- | ------------- | ------------- | --------------- | --------------- | --------------- | --------------- | --------------- | ------------- | ------------- | ------------- | ------------- | ------------- |
| 1896–1980           | không tham dự | không tham dự | không tham dự   | không tham dự   | không tham dự   | không tham dự   | không tham dự   | không tham dự | không tham dự | không tham dự | không tham dự | không tham dự |
| Los Angeles 1984    | 10            | 1             | 10              | 0               | 0               | 0               | 0               | 0             | 0             | 0             | 0             | –             |
| Seoul 1988          | 6             | 2             | 3               | 0               | 0               | 0               | 3               | 0             | 0             | 0             | 0             | –             |
| Barcelona 1992      | 5             | 1             | 5               | 0               | 0               | 0               | 0               | 0             | 0             | 0             | 0             | –             |
| Atlanta 1996        | 9             | 1             | 9               | 0               | 0               | 0               | 0               | 0             | 0             | 0             | 0             | –             |
| Sydney 2000         | 2             | 1             | 2               | 0               | 0               | 0               | 0               | 0             | 0             | 0             | 0             | –             |
| Athens 2004         | 2             | 1             | 2               | 0               | 0               | 0               | 0               | 0             | 0             | 0             | 0             | –             |
| Bắc Kinh 2008       | 3             | 2             | 2               | 1               | 0               | 0               | 0               | 0             | 0             | 0             | 0             | –             |
| Luân Đôn 2012       | 2             | 1             | 2               | 0               | 0               | 0               | 0               | 0             | 0             | 0             | 0             | –             |
| Rio de Janeiro 2016 | 4             | 3             | 2               | 0               | 1               | 1               | 0               | 0             | 0             | 0             | 0             | –             |
| Tokyo 2020          | chưa diễn ra  | chưa diễn ra  | chưa diễn ra    | chưa diễn ra    | chưa diễn ra    | chưa diễn ra    | chưa diễn ra    | chưa diễn ra  | chưa diễn ra  | chưa diễn ra  | chưa diễn ra  | chưa diễn ra  |
| Tổng số             | Tổng số       | Tổng số       | Tổng số         | Tổng số         | Tổng số         | Tổng số         | Tổng số         | 0             | 0             | 0             | 0             | –             |